# Verbascum murbeckianum
Verbascum murbeckianum är en flenörtsväxtart som beskrevs av Hub.-mor.. Verbascum murbeckianum ingår i släktet kungsljus, och familjen flenörtsväxter. Inga underarter finns listade i Catalogue of Life.